# 海口礁

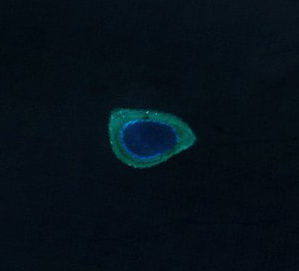

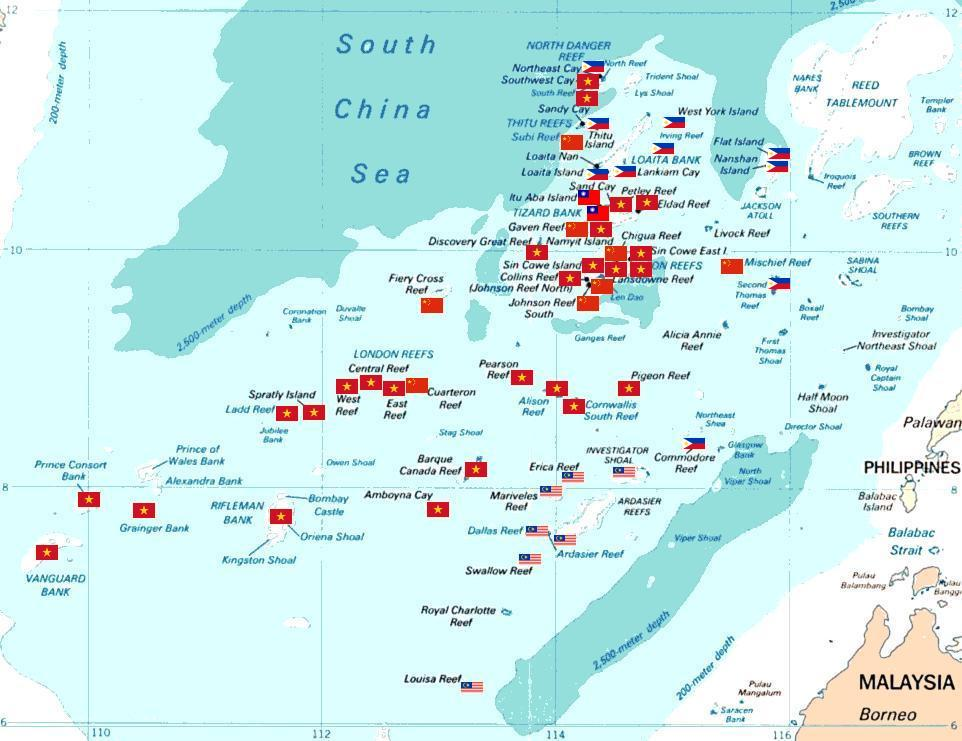
南沙諸島における南シナ海周辺諸国の実効支配状況

海口礁（英語：Investigator Northeast Shoal、タガログ語：Dalagang Bukid、ベトナム語：Bãi Phù Mỹ / 𣺽浮美）は、南沙諸島東部にある環礁である。信義礁から東に約20海里を離れている。環礁が完全で、礁門がない。長さは2.6キロ、幅は1.8キロ。
中華人民共和国、中華民国（台湾）、フィリピンが主権を主張している。